# 仙台藩
仙台藩（せんだいはん）は、江戸時代から明治初期にかけて陸奥国仙台城に藩庁を置き、外様大名の伊達本家が治めた藩である。伊達藩（だてはん）と呼ばれることもある。表高は62万石であり、所領として現在の宮城県全域、岩手県南部および福島県新地町計約60万石を一円知行で治め、現在の茨城県および滋賀県に合計約2万石の飛び地があったが、戊辰戦争後に28万石に減封となり、その石高で廃藩置県を迎えた。

## 概要
外様大名の伊達政宗が樹立し、以降は明治の廃藩置県まで代々伊達本家が統治した。伊達本家は、大広間詰国持大名。代々、徳川将軍家より松平姓を許され、歴代藩主のほぼ全員に陸奥守の官位が与えられ、世嗣の殿上元服・賜諱（偏諱の授与）があった。
表高62万0056石5斗4升4合で、諸藩のうちで第3位、実高は支藩の一関藩を含め、18世紀初頭には100万石を超えた。地方知行によって多数の陪臣を抱え、直属家臣約7000人（江戸中期以降には約1万人）、陪臣をあわせて2万数千から3万の兵力（江戸中期以降は約3万5000人）を擁した。領内の産出米は大消費地・江戸の食料を支え、干しアワビやフカヒレは長崎俵物として外貨を稼いだ。

## 歴史

### 仙台開府まで

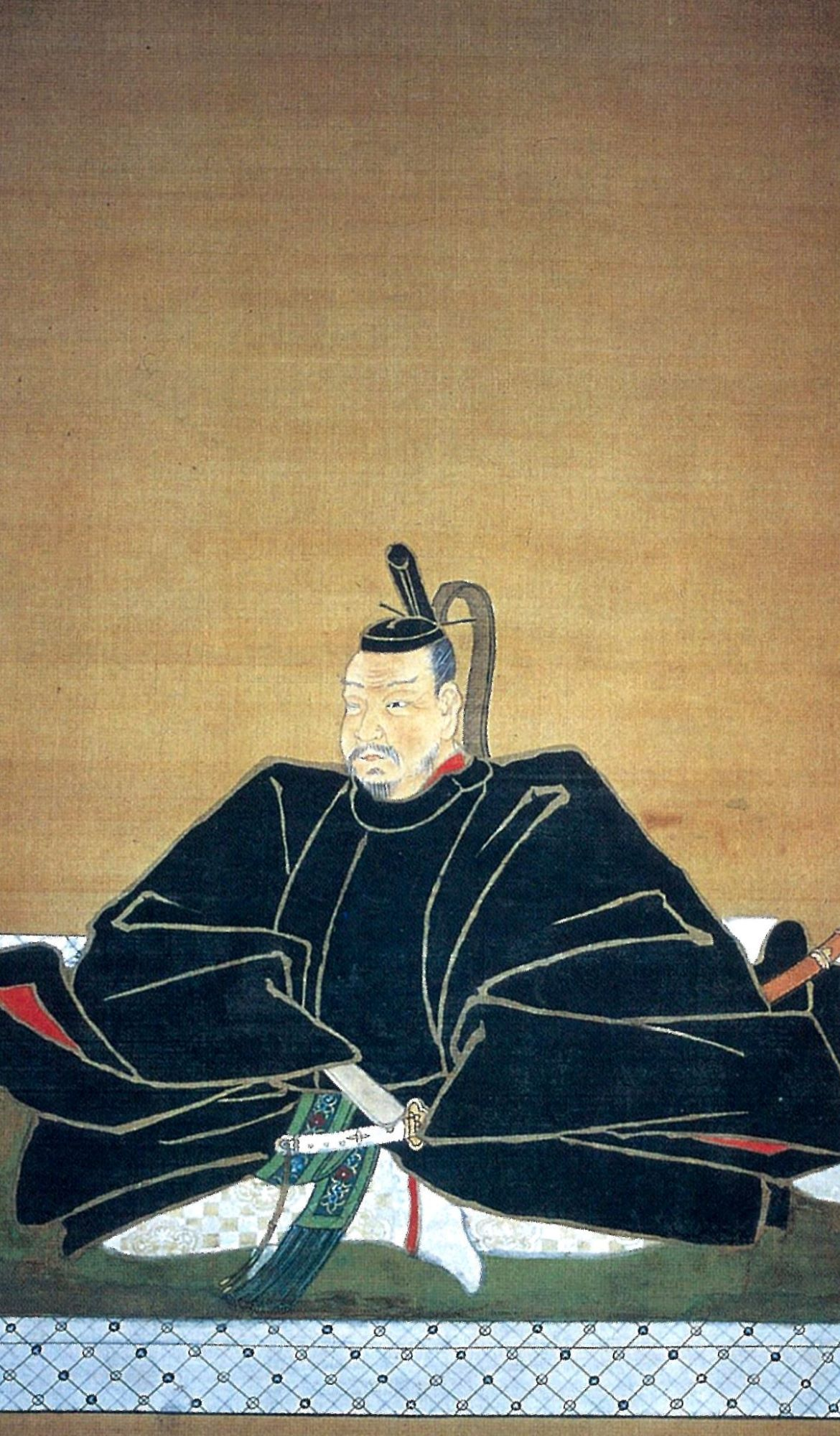
伊達政宗の肖像画

仙台藩が成立する以前の16世紀の中ごろ、現在の宮城県北部から岩手県南部にかけての領域は大崎家と葛西家が治めていた。また、宮城県中部は留守家や国分家、黒川家の領土だった。ここに南側から、信達地方や置賜地方を本拠とする伊達家が勢力を伸ばしており、これらの諸勢力は伊達家の影響を受けるようになっていた。
1590年（天正18年）、天下統一を目指す豊臣秀吉は小田原の後北条家を降した後、宇都宮で奥州仕置を行った。伊達政宗はこの前年に会津の蘆名家を討ち滅ぼして広大な領土を実現していたが、奥州仕置により旧領のみが伊達家の所領として認められ、会津領は没収された。また、この仕置きによって、大崎家や葛西家、留守家、黒川家は改易された。大崎家および葛西家の旧領12郡には木村吉清が封じられたが、まもなく葛西大崎一揆が起こった。この一揆は政宗と蒲生氏郷によって鎮圧され、一揆の責任を問われた領主の吉清は所領を取り上げられた。この一揆には政宗の関与が疑われ、秀吉は伊達家の本拠だった信達地方や置賜地方を取り上げ、旧大崎、葛西領全郡と、刈田郡を除いておおよそ現在の宮城県中南部に当たる部分を政宗の領土とする仕置きを行った。
秀吉が死ぬと、政宗は徳川家康に接近した。1600年（慶長5年）の家康による会津征伐では、政宗は家康から上杉景勝に対する備えを求められた。この時、家康は政宗に対して、秀吉に没収された伊達郡、置賜郡などの旧領を回復し、所領を100万石にまで加増するという約束をした（いわゆる「百万石のお墨付き」）。政宗は上杉領へ攻め込み白石城の戦いで上杉勢を破り、上杉勢に攻め込まれた山形の最上義光へ援軍を送ったが、援軍には合戦を傍観させた。一方、政宗は同じ徳川方である南部利直の領地で、和賀忠親を支援して岩崎一揆を起こさせた。関ヶ原の戦いの後の論功行賞で、家康が政宗に認めた新たな領地は刈田郡のみだった。

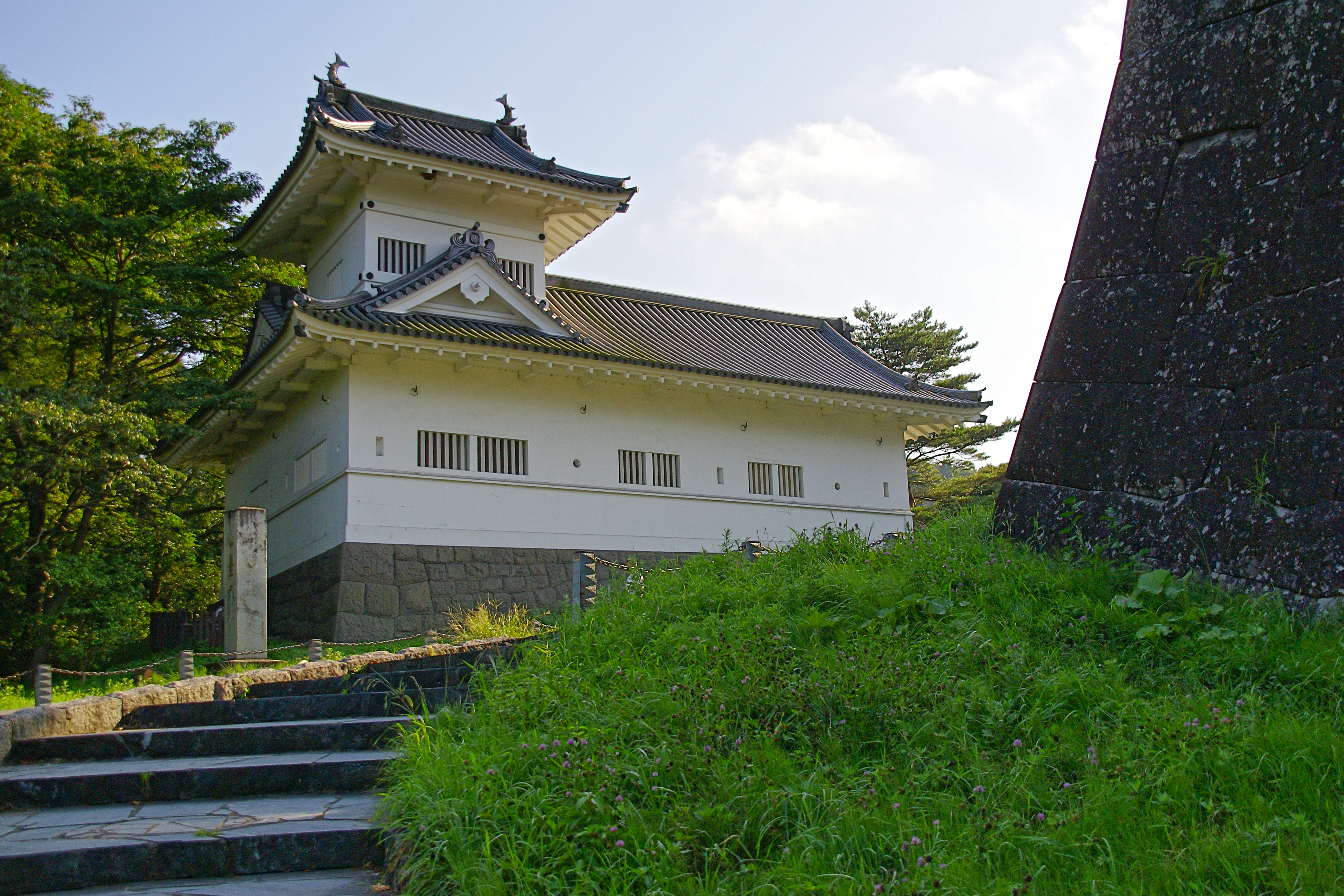
仙台城の大手門隅櫓。仙台空襲で焼失し、後に再建されたもの。

露骨な野心を家康から警戒された政宗は、戦勝後に有力大名の中で最後まで帰国を許されず、江戸の天下普請に動員されるなど、2年間を領国外で過ごした。この間、1601年（慶長6年）、政宗は国分家の居城であった千代城を修築（実質は新築）、「仙台城」と改称し、それまでの居城だった岩出山城からここに移った。同時に城下町も建設し、政宗を初代藩主とする仙台藩（62万石）が成立した。1611年（慶長16年）に仙台を訪れたスペイン領メキシコの対日特派大使セバスティアン・ビスカイノは、仙台城から見降ろした仙台の城下町の様子を「江戸と同じくらいの大きさだが、建物はもっと立派」と報告している。この時期の仙台城下町人口は5万人と推定されている。

### 慶長遣欧使節団の派遣

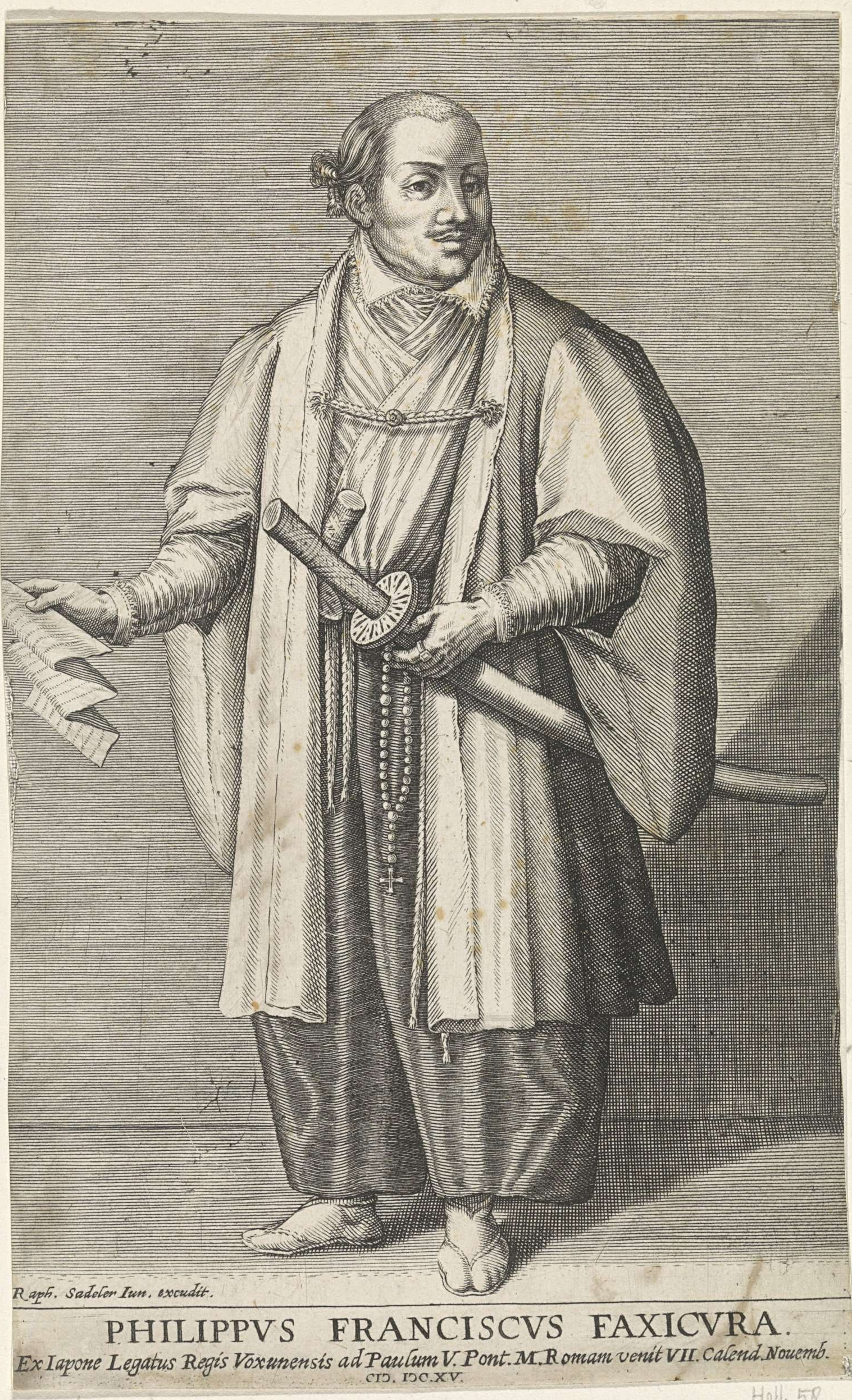
欧州における報告書に描かれた支倉常長の肖像。Faxicuraとの記載がある

政宗は仙台藩とスペインとの通商（太平洋貿易）を企図し、1613年（慶長18年）、仙台領内で西洋式帆船（黒船）、サン・ファン・バウティスタ号を建造した。当時、フェリペ3世を国王とするスペイン帝国は、世界最大の植民地帝国であった。政宗は家臣の支倉常長を外交使節に任命すると、常長を中心とする一行180余人をノビスパニア（メキシコ）、イスパニア（スペイン）、およびローマへ派遣した（慶長遣欧使節）。当時は、西日本の藩を中心に東南アジア地域との貿易（南蛮貿易）が盛んであったが、政宗は仙台藩自らが外国へ出向いて、ヨーロッパと貿易をすることで大きな利潤を得ようとした。政宗が使節を送った目的として、スペインとの軍事同盟、さらにはそれを利用しての倒幕があったとの説もある。慶長遣欧使節団の派遣は、対スペイン貿易を志向する徳川幕府の承認、すなわち“外交権”を得たものであった。なお、支倉常長らは、初めて太平洋・大西洋の横断に成功した日本人でもある。
しかし翌年、幕府は禁教令を出し、キリシタンおよび宣教師の弾圧を始める。この情報がヨーロッパにも伝わり、仙台藩によるスペインとの外交交渉は失敗に終わった。
幕末には藩士の玉虫左太夫が日米修好通商条約の使節団に加わっている。

### 危機と中興

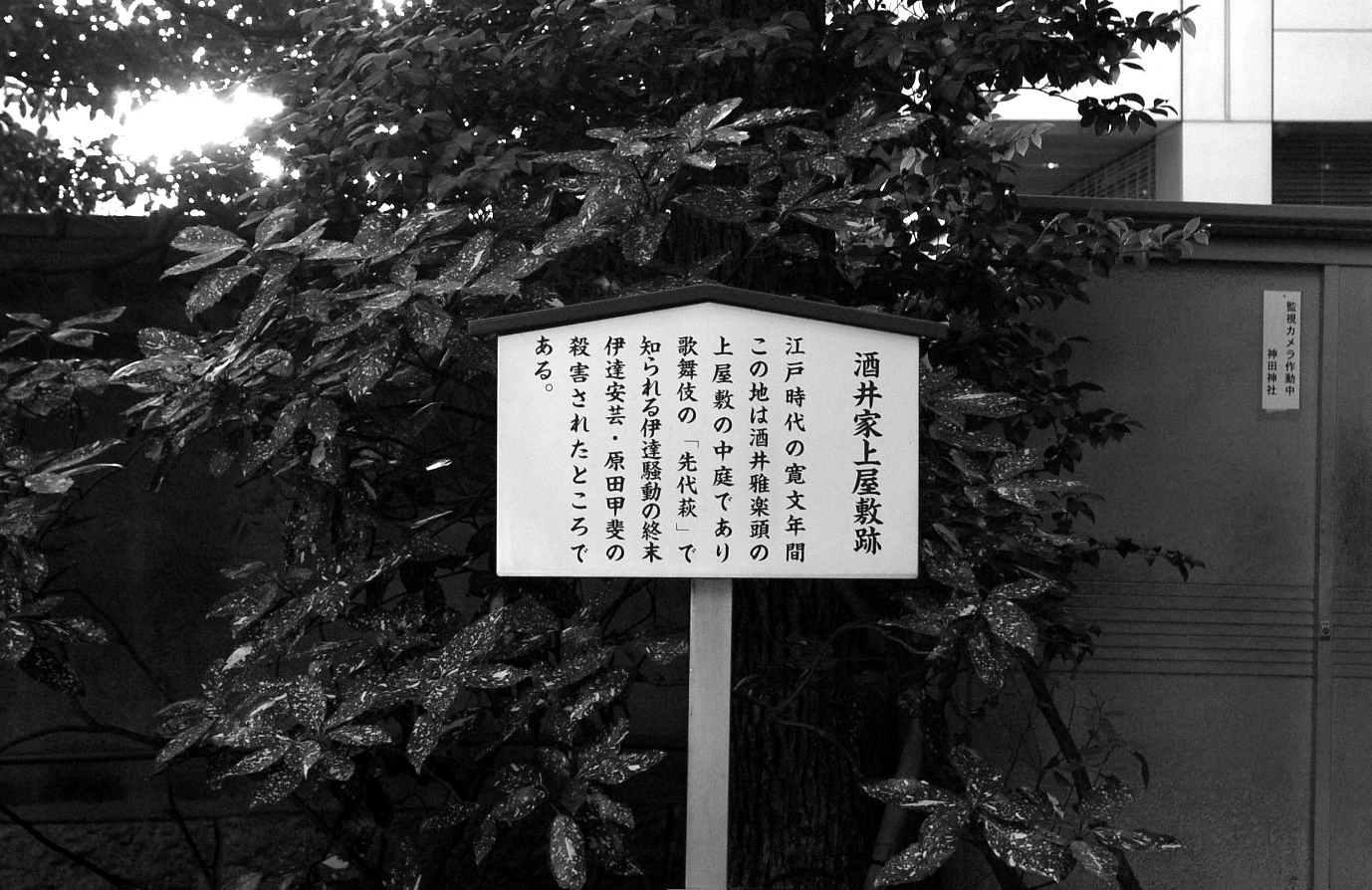
伊達騒動が起きた酒井家上屋敷跡
千代田区丸の内

政宗は1614年（慶長19年）からの大坂の陣にも参陣し、その後は、北上川の河川改修などの治水事業を行った。政宗の死後、跡を継いだ2代藩主・忠宗は、内政を充実させると共に、正室に2代将軍・徳川秀忠の養女である振姫（池田輝政の娘で家康の孫娘）を迎えるなど、将軍家との関係を深め、幕府へ従順な態度を示して警戒を解こうと努力した。しかし、振姫との間の世子・光宗が夭折すると、櫛笥隆致の娘・貝姫との間に生まれた綱宗が後継者になる。忠宗が没すると、伊達騒動と呼ばれるお家騒動が起きる。貝姫の姉・隆子が後西天皇の生母で、綱宗は天皇の従兄弟になり、幕府に警戒されたと言われ、綱宗は隠居させられ、幼君・亀千代が立てられた。亀千代は成人し、4代藩主・綱村となったが、綱村は浪費によって多額の借金を生み出し、藩財政を致命的な状態に陥れたため、重臣らと対立して隠居に追い込まれた。
5代藩主・吉村は藩財政の再建に取り組み、買米制を利用して利益を上げる一方、幕府に対し仙台藩内の銅を利用することを条件に鋳銭を願い出て許可を得た。石巻に鋳銭場（現代の石巻駅前、地名に残る）を設置し、寛永通宝を鋳造した。この他に「仙台平」と呼ばれる絹織物の生産、鉱山開発、馬産の奨励を行った。これらの財政再建策の成功により、吉村は中興の祖と称えられる。
しかし、6代藩主・宗村の代に発生した宝暦の飢饉により買米バブルが崩壊すると、再び藩財政は破綻する。7代藩主・重村の失政に天明の大飢饉があいまって、借金は増大する一方であった。19世紀初頭の一時期、家老・中村景貞の施策により小康状態を得たが、その後は天保の大飢饉や海岸防備への対策費用捻出により、財政難は壊滅的状況へと逆戻りしていった。
1836年（天保6年）の飢饉への対応は、藩による現物支給や資金調達の限界を超えたため、各地域に任されることとなった。白石の片倉家の例では、秋田の佐竹北家に3000俵の買い入れを申し入れるなど、過去に交わされた僅かな縁を頼ったやりくりが行われた。1837年（天保7年）に入ると城下でも扶持米の支給が滞った下級藩士が騒動を起こす、強盗や放火が多発するなど不穏な状況となった。同年2月には新発田藩の豪商、市島次郎八家から確保した8000俵が海路により到着して救済の目途が立ったが、いずれにせよ多くの餓死者が出た。

### 北方警備への参加
北方でロシア船が多く来航するようになると、寛政11年（1799年）に幕府は東蝦夷地を幕領化し、各交易拠点に幕府の役人を置くとともに盛岡藩と弘前藩に警備を命じた。その後、文化4年（1807年）には全蝦夷地を幕領とし、仙台藩や会津藩など東北諸藩も警備に当たらせた。文政4年（1821年）、ロシア船の来航が減少し、松前藩による復帰運動もあったことから、幕府は蝦夷地を松前藩の管理に戻した。
1855年（安政2年）3月、幕府から北方警備を命じられたため、出入司兼公儀使の三好監物、氏家秀之進らを派遣し、白老ウトカンベツが自然の要害で陣屋の適地と定めた。1856年（安政3年）9月、仙台藩は白老に陣屋を築き、東蝦夷地の警備に当たった（1868年（慶應4年）7月に戊辰戦争のため撤退）。白老に置かれた仙台藩の陣屋は白老仙台藩陣屋跡として1966年（昭和41年）に国の史跡に指定され、1984年（昭和59年）に仙台藩白老元陣屋資料館が開館した。

### 戊辰戦争の敗北と北海道開拓
戊辰戦争が起こると、明治新政府から会津藩討伐の命を受けて、軍勢を会津との藩境にまで進めた。しかし、藩政を握っていた家老の但木土佐は筋金入りの佐幕派であり、同じく佐幕派の会津藩と戦うつもりは初めからなく、進軍は形だけのものでそれ以上の行動は起こさなかった。その後は会津藩と交渉を行い、新政府が求めていた「会津藩が全面的に降伏する」ことで合意を得たが、その数日後に会津藩が方針を転換して降伏を拒否した為、仙台藩は面目を失った。この問題に対して奥羽14藩が白石城に集結して話し合いを行った結果（白石会議）、会津藩・庄内藩の赦免を求める奥羽越列藩同盟が結成され、仙台藩がその盟主となった。
会津・庄内両藩の赦免を求める奥羽諸藩の嘆願書は、仙台に派遣された奥羽鎮撫総督府の総督・九条道孝に届けられたが、副総督・醍醐忠敬と下参謀・世良修蔵が「二月中出陣に先立って大総督に伺った指令に会津藩主・松平容保は死罪とあること、また容保が果して真に恭順謝罪を願うとならば、諸国の兵を退け、開城して自ら軍門に来って謝するが至当であるのに、実情を見れば、却って現地交戦の状あるは顕著であるから、決して許容すべきものにあらず」と反対し、それらの意見を受けた九条により却下された。
列藩同盟が手詰まりに陥る中、仙台藩士・姉歯武之進らが世良を殺害するという事件が起きた。世良は新政府による会津討伐の命を形だけのものしていた仙台藩に不満を持っており、融和策に動く仙台藩を批判した為、仙台藩強硬派からの怒りを買っていた。さらに奥羽諸藩が列藩同盟を結成した事は世良にとっても予想外の出来事であり、奥羽への不信感をますます高めることになった。奥羽鎮撫総督府は、奥羽諸藩の兵力を会津討伐の主力と計算していた為、新政府から派遣された兵力は500名程度しかおらず、この時点で会津・庄内を平定する事は不可能となった。世良は同じく下参謀であった大山格之助に、大坂・京都の新政府軍の主力を白河方面に集結させて、また酒田港にも援軍を派遣させ、会津・庄内を挟撃する旨の密書を送った。その密書を、以前から世良の暗殺を狙っていた姉歯武之進らが手に入れ、その一文に「奥羽皆敵ト見テ逆撃之大策ニ至度候ニ付」と書かれていた事に激怒し、但木土佐の了承を得た上で、料亭に就寝していた世良を襲撃し、暗殺した。
新政府軍の下参謀を殺害してしまった事により、仙台藩を盟主とする列藩同盟は新政府との全面戦争を決意する。仙台藩は、奥羽鎮撫総督府軍を撃破して九条や醍醐らの身柄を確保し、仙台城下に軟禁した。これと呼応して、会津藩が白河城を攻略した。しかし、融和的な赦免を目的とした列藩同盟が軍事的な同盟に変貌した事に拒否感を持つ藩も多数あり、特に久保田藩は、新政府への開戦を要請した仙台藩の使者を斬り捨て、同盟から脱退した。仙台藩内でも重臣の三好清房が抗戦は無謀であるとして新政府への帰順を訴えていたが、但木土佐により自害に追い込まれた。
1868年（慶応4年）の白河口の戦いでは会津藩と共に列藩同盟軍の主力となり、平潟戦線においても磐城平藩と共に主力を担ったが、仙台藩軍は官軍より銃器の量も性能も圧倒的に劣っており、官軍への内通者も続々と出て各所で決戦に相次いで敗戦し退却していった。
磐城の戦いでは、相馬中村藩と共に新政府軍と戦うも敗北し、この際に仙台藩が自領の防衛を優先して藩境である宇多郡駒ヶ嶺村まで引き上げた為、孤立無援に陥った相馬中村藩は新政府に降伏した。仙台藩は北上する新政府軍と相馬口駒ヶ嶺付近で戦ったが、三度にわたる攻防戦はすべて仙台藩の大敗に終わり、藩境の駒ヶ嶺も陥落する。敗北が重なるにつれて藩内からは伊達一門を中心に降伏論が飛び出すようになり、但木土佐と対立していた遠藤允信が藩主・伊達慶邦に主戦派排除を訴えるなど仙台藩内は混乱に陥り、本拠地の若松城で窮地にある会津藩を救援する事すら出来なかった。そして迎えた旗巻峠の戦いでは、新政府軍の死者7名に対して仙台藩は46名の死者を出す大敗を喫し、9月10日、ついに慶邦の判断で仙台藩は降伏した。それまで藩政を握っていた但木らは退陣し、代わって遠藤允信が家老となり、但木らの身柄を謀反首謀者として新政府に引き渡し、その他の主戦派も切腹させた。但木は東京にて叛逆首謀の罪で斬首となった。10月には駐屯してきた広島藩の兵が地元の信仰を無視して白鳥狩りを始めたのをきっかけに、船岡領主・柴田家の家臣が新政府軍に向けて発砲し、領主・柴田意広が切腹、家臣ら2人が斬首される事件が発生している（白鳥事件）。
政府により謀反の責を問われた藩主・慶邦は12月7日に謹慎および領地没収となった。しかし12日には息子の宗基に28万石が改めて与えられた。
この減封への対応で仙台藩は、在郷家臣らに帰農を命じ、直轄領を出来るだけ保持する一方で、万石級の大領の藩内領主の領地を数百石あるいは数十石に大幅に削減した。陪臣（主として万石級の領主の家来20,000人余）を解雇して士族籍を与えなかった。このため伊達邦直・邦成兄弟をはじめとする領主たちは、自らの家臣団の救済のため、私費を投じて北海道開拓のために移住を開始した。
- 主な開拓地
  - 亘理伊達氏（宮城県南東部、現在の亘理町周辺を治めていた）は、家臣たちと共に有珠郡（現在の伊達市）へ集団移住した。あわせて船岡柴田家中の一部も亘理伊達氏に同行した（現在の伊達市舟岡町）。
  - 岩出山伊達氏（宮城県北部、現在の大崎市岩出山周辺を治めていた）は、家臣たちと共に札幌郡・空知郡（最終的に現在の当別町）へ集団移住した。
  - 片倉氏（白石城主。宮城県南部、現在の白石市周辺を治めていた）は、幌別郡（現在の登別市幌別）および札幌郡最月寒（モツキサップ。現在の札幌市白石区）および発寒（現在の札幌市手稲区）へ集団移住した。
  - 角田石川氏（宮城県南部、現在の角田市周辺を治めていた）主従は、室蘭郡（現在の室蘭市）に入植後、元家老等一部を残し空知地方に入植した（現：栗山町）。
  - 一関藩は白老町に、水沢伊達氏は札幌市豊平区平岸に入植した。

仙台藩直営の事業としては、分領として与えられた沙流郡を三好清篤・星恂太郎が開拓したものがある。また、城下町・仙台では、侍町だった東一番丁で没落士族たちが商売を始め、これが現在の中心商業地「一番町」へと繋がっていく。
政府が接収していた仙台藩の主要施設には政府の施設が設置されていった。仙台城二の丸には東北鎮台（後、仙台鎮台→陸軍第二師団）が置かれ、三の丸は錬兵場になった。伊達政宗が隠居した若林城（若林区の由来になった）は、宮城集治監（現在の宮城刑務所）となり、西南戦争中に捕縛兵の収容施設になっていた。

### 廃藩置県と仙台県の誕生
1869年（明治2年）12月7日に陸奥国が5分割されたため、仙台藩陸奥国領は陸中国・陸前国・磐城国に渡ることになったが、戊辰戦争に敗れた仙台藩は同日62万石から28万石に減封され、陸前国よりさらに狭い現・宮城県中部を占めるのみとなった（箱館戦争終結前だが仙台藩蝦夷地領も失ったと見られる）。
1871年（明治4年）7月14日の廃藩置県により、仙台藩が廃止され、同じ領域に仙台県が置かれた。廃藩時の仙台藩の債務は、国内に110万8000円余り、国外に約11万8000円。政府は国内の債務の大部分と対外債務の一部を破棄し、一部をかつて仙台藩の蔵元を務めた豪商升屋に払わせることとし、残りを政府が公債として引き受けた。これによって、仙台藩は、仙台県・角田県・登米県・胆沢県に分かれた。最終的に、旧仙台藩の北部（現在の岩手県の北上市から南の地域、沿岸では気仙郡）は岩手県に組み込まれ、現在の新地町は福島県に編入され、その他のほとんどの部分が宮城県へとなっていく。
同年4月23日に石巻県石巻に置かれた東山道鎮台本営が、同年8月20日に廃止され、代わりに東北鎮台本営が仙台に置かれることになった。同年11月1日、当時の仙台の中心部である国分町の元外人屋に東北鎮台の本営が仮設された。

## 歴代藩主
伊達（だて）家（松平陸奥守家）
外様 大広間 国主（大身国持） 62万石→28万石
1. 政宗
2. 忠宗
3. 綱宗
4. 綱村[注 4]
5. 吉村
6. 宗村
7. 重村
8. 斉村
9. 周宗[注 5]
10. 斉宗
11. 斉義
12. 斉邦
13. 慶邦 戊辰戦争後、謹慎処分および領地没収[21]。
14. 宗基 28万石で相続が認められる[22]。伯爵。
15. 宗敦 宗基幼少につき仙台藩知事に就任。廃藩置県。男爵。

## 経済と人口
仙台藩の主な産物は米である。江戸時代には、北上川流域の湿地帯の開拓などの新田開発により、18世紀以降は内高が約100万石に達する程、多くの米・農作物を収穫できるようになった。また、買米制と呼ばれる事実上の専売制度が導入されていた。その米を海路江戸に運んで大きな利益を得た。萱場木工の『古伝密要』によると、大凶作でない限り仙台藩は毎年約25万 - 30万石の米・農産物（主に大豆）を輸出していたが、この内10万石は江戸以外の地へ輸出される「脱石」となり、また南部藩から輸入された「北米」5万石を加え、石巻より江戸へ毎年約20万 - 25万石の米・農産物が輸送された。この内、江戸での登米や役米を除く約半分の10万石が「仙台米」として江戸に流通したという。仙台米の江戸への輸出が始まったのは寛永9年（1632年）で、明和7年（1770年）に書かれた
『煙霞綺談』は「今江戸三分一は奥州米なり」と記述している。一部の米は海産物とともに大坂にも運ばれ、仙台藩は大坂に蔵屋敷を設置していた。石巻はこれらの航路の拠点として大いに発展した。
以下に一関藩を含めた仙台藩内高（1貫＝10石で換算）の変遷をまとめる。表高は62万0056石5斗4升だが、新田開発により18世紀初頭に内高は100万石を超えた。
| 元号              | 西暦          | 高 (石高に換算)                  | 出典                          |
| ----------------- | ------------- | -------------------------------- | ----------------------------- |
| 天正              | 1591年ごろ    | 428,142.57                       | 仙台国御郡方式目              |
| 文禄              | 1595年ごろ    | 513,771.08                       | 仙台国御郡方式目              |
| 慶長3年           | 1598年        | 557,602.00                       | 仙台叢書別集                  |
| 慶長6年           | 1601年        | 600,000.00                       | 伊達家記録抜書                |
| 寛永11年          | 1634年        | (領知高) 600,000.00              | 将軍家光御判物                |
| 寛永11年          | 1634年        | (本地分) 654,110.88              | 寛永惣検地                    |
| 寛永17年          | 1640年        | 745,293.38                       | 仙国御郡方式目 (寛永惣検地高) |
| 寛文3年           | 1663年        | 829,801.82                       | 仙国郡村諸旧記抄              |
| 延宝4年           | 1676年        | 850,057.30                       | 御蔵入延宝四年之書上          |
| 貞享元年          | 1684年        | 930,195.42                       | 仙国郡村諸旧記抄              |
| 貞享2年           | 1685年        | 930,208.76                       | 仙国郡村諸旧記抄              |
| 貞享3年           | 1686年        | 935,383.23                       | 仙国郡村諸旧記抄              |
| 元禄？            | 1690年ごろ    | 945,084.40                       | 仙国郡村諸旧記抄              |
| 宝永7年           | 1710年        | 839,991.80                       | 武家手控                      |
| 享保2年           | 1717年        | 995,880.00                       | 仙台叢書別集                  |
| 享保3年           | 1718年        | 1,007,676.91                     | 出入司職鑑                    |
| 元文3年           | 1738年        | 1,016,486.99                     | 出入司職鑑                    |
| 延享元年          | 1744年        | 1,019,953.62                     | 出入司職鑑                    |
| 宝暦4年           | 1754年        | 1,021,831.68 (奥州分) 999,002.76 | 古伝密要                      |
| 文化12年/文化13年 | 1815年/1816年 | 1,017,218,30                     | 伊達家出入司文書              |
| 文政7年           | 1824年        | 1,009.461.00                     | 御財用方十ヶ条申達留          |
| 天保9年           | 1838年        | 1,014,909.76                     | 伊達家勘定方                  |
| 嘉永5年           | 1852年        | 1,012,829.42 (奥州分) 947,736.95 | 伊達家勘定方                  |
| 安政元年          | 1856年        | 1,013,521.62                     | 伊達家出入司文書              |
| 明治元年          | 1868年        | (奥州分) 980,000.00              | 旧仙台藩治概要                |

以上は藩内の租税算出の基礎となる内高での数字であるが、寛政9年（1797年）に書かれた萱場木工の『古伝密要』によると、奥州領分内高99万9002石7斗6升に対して貢租率53%の52万9476石7斗6升2合8勺を税収とし、実際の米の収穫高は税収の3倍、雑穀の収穫高は税収とほぼ同じであるという過剰の仮定により、仙台藩奥州領分の米・雑穀の実高合計を税収の4倍（内高の2.12倍）の211万7906石1斗5升1合と見積もっている。また江戸時代末期の安井息軒の『読書余適』には「二百万石余」、同じく江戸時代末期の帆足万里の『東潜夫論』には「二百五十万石」との記述がある。このことから仙台藩の実高は200万 - 250万石に達したとする説が広く流布しているが、これらの数字は何れも推論に基づく誇張された数字であり、実態とかけ離れている。地租改正後の旧仙台藩領分の明治10年 - 明治12年三ヶ年平均農作物米換算石高は130万石（内、米91万石、大豆12万石（米価換算で12万石相当）、大麦22万石（米価換算で10万石相当）など）であり、豊作時に米の収穫高だけで内高を上回ることがあったというのが実態である。
寛永17年（1640年）の検地高7万4529貫338文（74万5293石3斗8升相当）に占める田畑の高と反別は以下の通りで、米の収穫高は総農産高の8割以上を占めていた。また雑穀としては大豆が重要な商品作物として広く栽培されたが、冷害に強いとされるヒエは商品価値が低く、あまり栽培されなかった。
| 田・畑・茶畑 | 高 (石高に換算) | 反別                | 1町当たり収量    |
| ------------ | --------------- | ------------------- | ---------------- |
| 田           | 608,571.66      | 5万0244町4反2畝22歩 | 12石1斗1升2合2勺 |
| 畑           | 126,048.98      | 4万5109町6反6畝13歩 | 2石7斗9升4合3勺  |
| 茶畑         | 10,672.74       | 305町4反7畝19歩     | 3石4斗9升3合9勺  |
| 合計         | 745,293.38      | 9万5659町5反6畝24歩 | 7石7斗9升4勺     |

また延宝4年（1676年）には蔵入地が31%を占めていたが、貞享年間（1684年ごろ）では以下のような知行構成となっており、蔵入地が若干減退している。
| 高・反別              | 合計            | 本地            | 新田            | 茶畑      |
| --------------------- | --------------- | --------------- | --------------- | --------- |
| 高合計（石高に換算）  | 935,383.23      | 765,606.48      | 159,487.57      | 10,289.18 |
| 内、御蔵入            | 278,809.43      | 214,253.67      | 54,472.43       | 10,083.33 |
| 内、給人              | 655,131.69      | 549,937.13      | 104,909.09      | 195.43    |
| 内、除屋敷            | 1,442.11        | 1415.68         | 16.05           | 10.38     |
| 本地・新田反別 (町歩) | 126,190         | 99.606          | 26.584          |           |
| 内、田                | 66,183          | 52,663          | 13.520          |           |
| 内、畑                | 60,007          | 46,943          | 13.064          |           |
| 1町当たり収量         | 7石4斗1升2合5勺 | 7石6斗8升6合3勺 | 5石9斗9升9合4勺 |           |

田畑の反別は安永4年（1775年）には13万1031町7反3畝歩にまで増加し、御蔵入地の割合も、幕末の安政3年（1858年）には39%まで増加した。しかしながら依然として御蔵入地の割合は低く、これが凶作時などの緊縮財政時には大きな負担を仙台藩に与えた。例えば中津川武蔵の『御在方全体之犠等品々御奉行衆被御聞届取調十ヶ条申達候留』によると、文政6年（1823年）において御蔵入地からの年貢は、米7万1900石、大豆4300石、金4万2000両に過ぎなかった。
このように米に頼りすぎた経済は、藩に他の産品の開発の動機を失わせ、藩財政は米の出来・不出来および米相場の状況によって翻弄され、不安定であった。特に買米制は凶作に弱く、凶作が起きれば藩は大借金を抱え、豊作でかつ米相場が高値推移の年には積年の借金が一気に返済できてしまうといった具合である。まさに「農業は博打である」という格言を地で行く藩経営であった。仙台藩が幕府に提出した報告書によれば、天明3年（1783年）、天明4年（1784年）にはそれぞれ56万5000石、53万2000石の損毛高を計上し、内高ベースでの米生産高は平年の半分であったという。また天保7年（1836年）には91万5784石の損毛高を計上し、米の生産高は10万石しかなかった。
また、凶作が起こると領内は大変な食料不足に見舞われ、農民だけではなく武士階級の者までが餓死したと伝えられているが、これは他の藩には全く見られない現象であった。実際、天明元年（1781年）に50万2124人を数えた陸奥領内郡方人口は、天明の大飢饉後の寛政元年（1789年）には40万9632人にまで減少している。死因としては大凶作による餓死よりも、体力の衰えたところで流行した疫病（「傷寒」（腸チフスか）、「多羅病」など）の方が遥かに大きく、餓死20万人というのは大げさな伝聞といえるものの、藩全体の人口が10万人単位で減少したのは事実である。凶作の原因としては、やませによる冷害や天明3年（1783年）に起きた浅間山の大噴火のほか、新田開発の集中した北上川の洪水による度重なる水害が挙げられる。一方で飢饉の人為的要因としては買米・廻米制度が挙げられる。例えば天明の大飢饉では凶作の前年の天明2年（1782年）に投機的廻米のため、食糧備蓄を取り崩したことも飢饉に拍車を掛けたと五十嵐荘左衛門の『飢饉録』で糾弾されている。18世紀中ごろから幕末までは、仙台藩の新田開発は滞り、ほぼ内高100万石のまま推移した。
以下に一関藩を含めた仙台藩の構成別人口の変遷をまとめる 。表にまとめた人口の他、陸奥領・一関藩の郡方人口については他の年代のものも記録として残っているが、これらについては江戸時代の日本の人口統計参照。また表中、享保2年（1717年）の数値は地域別人口で、陸奥領と一関藩の郡方人口の項に示されている数字は武家等を含む。
| 身分・地域               | 寛文8年 （1668年） | 延宝2年 （1674年） | 貞享3年 （1686年） | 元禄3年 （1690年） | 元禄8年 （1695年） | 元禄15年 （1702年） | 享保2年 （1717年） | 享保17年 （1732年） | 寛保2年 （1742年） | 宝暦7年 （1757年） | 天明6年 （1786年） | 寛政元年 （1789年） | 享和2年 （1802年） | 文政8年 （1825年） | 文政11年 （1828年） | 慶応3年 （1867年） |
| ------------------------ | ------------------ | ------------------ | ------------------ | ------------------ | ------------------ | ------------------- | ------------------ | ------------------- | ------------------ | ------------------ | ------------------ | ------------------- | ------------------ | ------------------ | ------------------- | ------------------ |
| 一門・諸士・諸組・諸職人 | 151,211            | 176,057            | 194,203            |                    | 205,916            |                     | ×                  |                     | 185,570            |                    | 133,174            |                     | 143,208            | 149,465            |                     |                    |
| 仙台藩                   |                    |                    |                    |                    | 202,541            |                     | ×                  |                     | 182,678            | 171,639            | 130,509            |                     | 140,438            | 146,352            |                     |                    |
| 岩沼／一関藩             |                    |                    |                    |                    | 3,375              |                     | ×                  |                     | 2,892              |                    | 2,665              |                     | 2,770              | 3,113              |                     |                    |
| 仙台町方                 | 18,493             | 20,073             | 22,501             |                    | 22,706             |                     | ×                  |                     | 20,374             |                    | 11,610             |                     | 13,302             | 13,749             |                     |                    |
| 仙台寺院方               | 9,209              | 9,224              | 2,554              |                    | 2,884              |                     | ×                  |                     | 6,249              |                    | 4,007              |                     | 4,496              | 4,695              |                     |                    |
| 郡方                     | 428,955            | 515,472            | 557,019            | 599,241            | 588,251            | 617,323             | ×                  | 647,427             | 603,868            |                    | 447,491            |                     | 478,064            | 519,893            |                     |                    |
| 陸奥領                   |                    | 473,892            | 512,941            | 507,900            | 542,268            |                     | 819,162            |                     | 559,204            | 534,901            | 411,496            | 409,632             | 440,799            | 481,180            | 490,571             | 556,983            |
| 岩沼／一関藩             |                    | 41,580             | 25,756             |                    | 26,694             |                     | 31,314             |                     | 26,293             | 21,877             | 20,259             |                     | 21,671             | 23,032             |                     |                    |
| 近江領                   |                    | 41,580             | 8,332              |                    | 9,095              |                     | 9,380              |                     | 8,917              |                    | 7,982              |                     | 8,089              | 8,129              |                     |                    |
| 常陸領                   |                    | 41,580             | 9,990              |                    | 10,194             |                     | 9,840              |                     | 9,299              |                    | 7,611              |                     | 7,358              | 7,402              |                     |                    |
| 下総領 (1712年以降)      |                    |                    |                    |                    |                    |                     | 150                |                     | 155                |                    | 143                |                     | 147                | 150                |                     |                    |
| 総人口                   | 607,868            | 720,826            | 776,277            |                    | 819,749            |                     | 869,846            |                     | 816,061            |                    | 596,282            | 598,001             | 639,070            | 687,802            | 699,334             |                    |

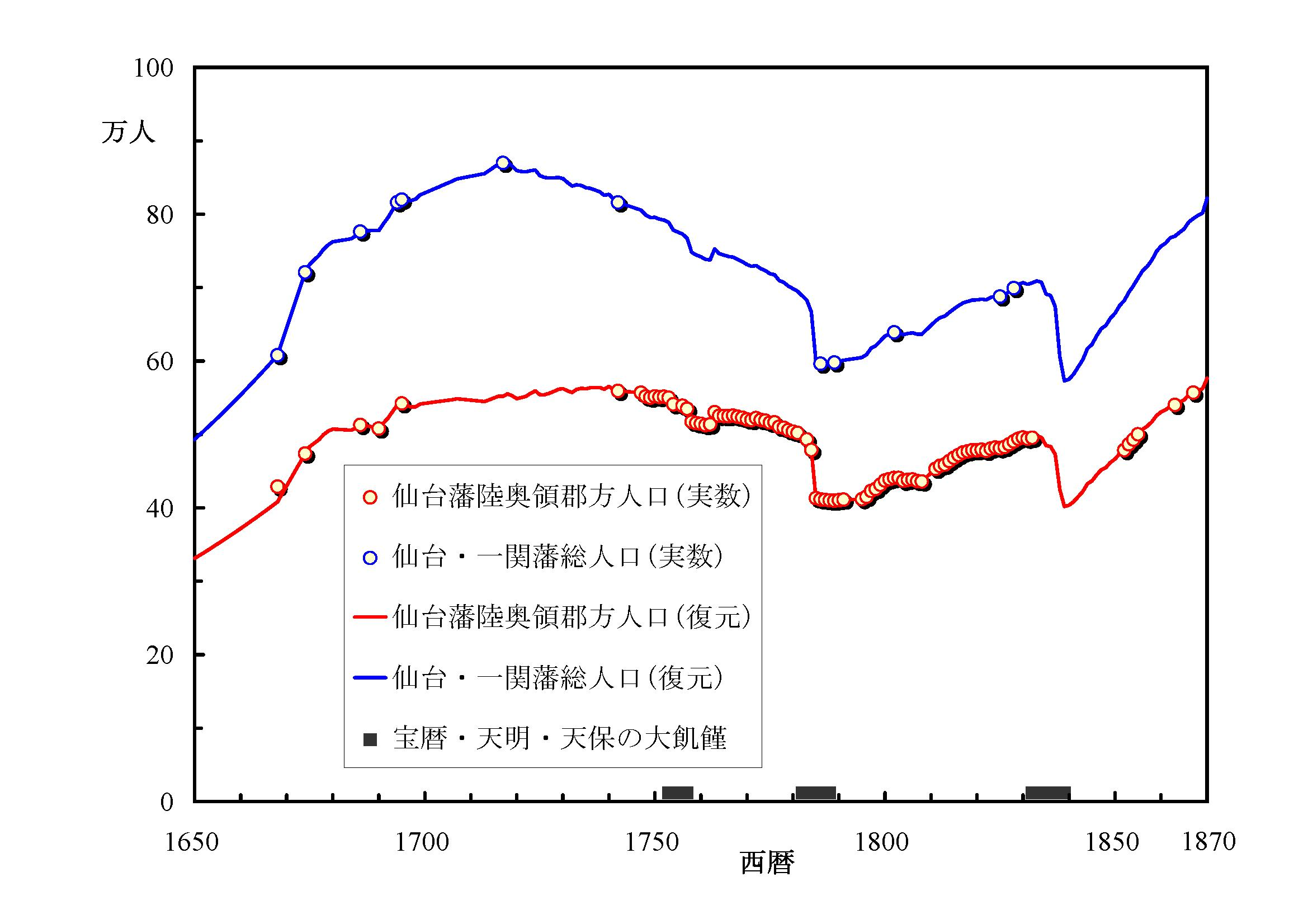
仙台藩の陸奥領郡方人口（一関藩を除く）、仙台・一関藩総人口の変遷

表に示すように、仙台藩総人口に占める武家の割合は22 - 25%と非常に高かった。しかしながら明治2年の時点で3万3128家17万2239人いた士分の内、陪臣2万3477家11万5771人のほぼ全てと、伊達家直属家臣団9651家5万6468人の内1993家9965人は帰農することとなり、士卒族の地位を得たのは士族2万9408人、卒族1万3091人のみである。
水産業では三陸沖に漁場を持ち、良港に恵まれたことなどから、三陸海岸で採れるアワビやサメを、干鮑やフカヒレに加工して「長崎俵物」として清に輸出していた。特に三陸産の干しアワビは仙台藩領の気仙郡吉浜村（現・岩手県大船渡市）から名前を取って「吉品鮑（カッパンパオ）」と呼ばれていた。
細倉鉱山から採掘される銀、涌谷町で採掘される金、など鉱山資源が日本国内としては豊富であり、鉄鋼業を奨励した。
仙台は馬産に適した地域であったことから藩をあげて育成に努めていた。
上記の他に塩、漆、煙草、紅花も藩の専売品であった。
このような恵まれた環境ではあったが、御蔵入地からの年貢は約10万 - 20万石程度で変動した。江戸時代後期以降は先述の偏った藩財政に、天明の大飢饉、天保の大飢饉などの凶作や欧米列強に対する海岸防備による出費が藩財政を直撃した。天保10年には幕府に許可をもらって参勤交代を延期する状況であったが、幕末には芝多民部が藩札発行を行って経済混乱を起こし、但木成行は、表高62万石でありながら10万石分限での藩財政運営を宣言した。

## 知行地構成

### 藩領
飛び地を除く陸奥国内21郡は、20の代官区に分けられ、これを奥・中奥・北方・南方の4人の郡奉行が統括した。
| 郡奉行     | 代官区                             | 代官所                               |
| ---------- | ---------------------------------- | ------------------------------------ |
| 奥郡奉行   | 江刺郡                             | 岩谷堂代官所（江刺郡片岡村）         |
| 奥郡奉行   | 胆沢郡上胆沢                       | 水沢代官所（胆沢郡塩竈村）           |
| 奥郡奉行   | 胆沢郡下胆沢 磐井郡西岩井          | 前沢代官所（胆沢郡前沢村）           |
| 奥郡奉行   | 胆沢郡下胆沢 磐井郡西岩井          | 山目代官所（磐井郡山目村）           |
| 奥郡奉行   | 磐井郡東山北方 磐井郡東山南方      | 大原代官所（磐井郡大原村）           |
| 奥郡奉行   | 磐井郡東山北方 磐井郡東山南方      | 千厩代官所（磐井郡千厩村）           |
| 奥郡奉行   | 気仙郡 本吉郡北方                  | 今泉代官所（気仙郡今泉村）           |
| 奥郡奉行   | 気仙郡 本吉郡北方                  | 気仙沼代官所（本吉郡気仙沼本郷）     |
| 中奥郡奉行 | 栗原郡一迫 栗原郡二迫              | 宮野代官所（栗原郡かみ・しも宮野村） |
| 中奥郡奉行 | 栗原郡三迫 磐井郡流                | 金成代官所（栗原郡金成村）           |
| 中奥郡奉行 | 栗原郡佐沼 登米郡                  | 佐沼代官所（栗原郡北方村）           |
| 中奥郡奉行 | 本吉郡南方 桃生郡桃生              | 横山代官所（本吉郡北沢村）           |
| 中奥郡奉行 | 本吉郡南方 桃生郡桃生              | 飯野川代官所（桃生郡相野谷村）       |
| 中奥郡奉行 | 牡鹿郡                             | 石巻代官所（牡鹿郡石巻村）           |
| 北方郡奉行 | 遠田郡 栗原郡栗原                  | 田尻代官所（遠田郡田尻村）           |
| 北方郡奉行 | 桃生郡深谷                         | 広淵代官所（桃生郡広淵村）           |
| 北方郡奉行 | 玉造郡 志田郡                      | 岩出山代官所（玉造郡岩出山本郷）     |
| 北方郡奉行 | 玉造郡 志田郡                      | 古川代官所（志田郡古川村）           |
| 北方郡奉行 | 加美郡 黒川郡黒川                  | 中新田代官所（加美郡中新田村）       |
| 北方郡奉行 | 加美郡 黒川郡黒川                  | 吉岡代官所（黒川郡今村）             |
| 北方郡奉行 | 宮城郡高城 黒川郡大谷 桃生郡宮戸島 | 高城代官所（宮城郡高城本郷）         |
| 南方郡奉行 | 宮城郡国分                         | 原町代官所（宮城郡南目村）           |
| 南方郡奉行 | 宮城郡陸方 宮城郡浜方              | 塩竈代官所（宮城郡塩竈村）           |
| 南方郡奉行 | 名取郡北方 名取郡南方              | 長町代官所（名取郡根岸村）           |
| 南方郡奉行 | 名取郡北方 名取郡南方              | 増田代官所（名取郡増田村）           |
| 南方郡奉行 | 柴田郡 刈田郡                      | 大河原代官所（柴田郡大河原村）       |
| 南方郡奉行 | 柴田郡 刈田郡                      | 白石代官所（刈田郡白石本郷）         |
| 南方郡奉行 | 伊具郡 亘理郡 宇多郡               | 金津代官所（伊具郡尾山村）           |
| 南方郡奉行 | 伊具郡 亘理郡 宇多郡               | 亘理代官所（亘理郡小堤村）           |

関ヶ原の戦いの功績により、慶長5年（1600年）に刈田郡3万8000石の加増を受けるが、政宗は不服を訴え続け、慶長6年（1601年）には近江国蒲生郡内5000石、慶長11年（1606年）には常陸国信太郡、筑波郡、河内郡内1万石、寛永11年（1634年）には近江国蒲生郡内5000石の加増を勝ち取った。この結果、陸奥国内の一円知行地に60万石、陸奥国外の飛び地として近江国に1万石、常陸国に1万石で合計62万石となり、これが幕末までの仙台藩の基本的な石高となった。その後、常陸国内で伊達氏所領の替地が何度か行われ、正徳2年（1712年）に下総国豊田郡内が組み込まれたことにより、以降幕末まで本土における支藩を含む仙台藩の所領62万0056石5斗4升（＝1億1185万1999リットル≒9.3 - 9.9万トン）が確定した。
| 旧国   | 郡名        | 継目判物 | 継目判物    | 旧高旧領取調帳 | 旧高旧領取調帳  |
| 旧国   | 郡名        | 村数     | 石高(表高)  | 村数           | 石高(内高)      |
| ------ | ----------- | -------- | ----------- | -------------- | --------------- |
| 陸奥国 | 桃生郡 一円 | 65       | 19,748.470  | 65             | 73,441.62000    |
| 陸奥国 | 牡鹿郡 一円 | 60       | 5,420.460   | 60             | 14,927.35000    |
| 陸奥国 | 登米郡 一円 | 24       | 18,271.060  | 24             | 41,791.37000    |
| 陸奥国 | 磐井郡 一円 | 86       | 59,317.010  | 86             | 84,007.06000    |
| 陸奥国 | 本吉郡 一円 | 33       | 15,173.100  | 33             | 21,682.68000    |
| 陸奥国 | 気仙郡 一円 | 24       | 12,900.700  | 24             | 15,626.76000    |
| 陸奥国 | 胆沢郡 一円 | 37       | 47,582.450  | 37             | 75,764.26000    |
| 陸奥国 | 加美郡 一円 | 38       | 24,779.650  | 38             | 39,247.46000    |
| 陸奥国 | 玉造郡 一円 | 21       | 17,723.070  | 21             | 24,906.98000    |
| 陸奥国 | 栗原郡 一円 | 92       | 81,354.890  | 93             | 136,492.99000   |
| 陸奥国 | 志田郡 一円 | 64       | 29,256.060  | 64             | 57,192.83000    |
| 陸奥国 | 遠田郡 一円 | 58       | 31,040.770  | 58             | 62,372.49000    |
| 陸奥国 | 刈田郡 一円 | 33       | 19,991.560  | 33             | 23,539.23000    |
| 陸奥国 | 柴田郡 一円 | 35       | 19,885.620  | 35             | 30,527.78000    |
| 陸奥国 | 伊具郡 一円 | 36       | 26,534.810  | 36             | 39,442.94000    |
| 陸奥国 | 亘理郡 一円 | 26       | 15,867.700  | 26             | 23,581.81000    |
| 陸奥国 | 名取郡 一円 | 61       | 44,514.940  | 61             | 64,249.90000    |
| 陸奥国 | 宮城郡 一円 | 78       | 47,578.630  | 78             | 75,435.82000    |
| 陸奥国 | 黒川郡 一円 | 49       | 31,311.410  | 49             | 43,611.09000    |
| 陸奥国 | 江刺郡 一円 | 41       | 26,627.400  | 41             | 38,815.27000    |
| 陸奥国 | 宇多郡之内  | 9        | 5,120.240   | 9              | 7,012.74700     |
| 陸奥国 | 小計        | 970      | 600,000.000 | 971            | 993,670.43700   |
| 常陸国 | 信太郡之内  | 13       | 5,344.970   | 13             | 5,598.66466     |
| 常陸国 | 筑波郡之内  | 3        | 3,202.929   | 3              | 3,662.04050     |
| 常陸国 | 河内郡之内  | 1        | 1,238.249   | 1              | 2,213.82700     |
| 常陸国 | 小計        | 17       | 9,786.148   | 17             | 11,474.53216    |
| 下総国 | 豊田郡之内  | 1        | 270.396     | 1              | 295.99000       |
| 近江国 | 蒲生郡之内  | 18       | 8,842.794   | 18             | 12,220.49600    |
| 近江国 | 野洲郡之内  | 2        | 1,157.206   | 2              | 1,157.20600     |
| 近江国 | 小計        | 20       | 10,000.000  | 20             | 13,377.70200    |
| 合計   | 合計        | 1,008    | 620,056.544 | 1,009          | 1,018,818.66116 |

江戸時代後期になると、蝦夷地にも領地や警衛地が存在した。幕府は北方からのロシアの脅威の備えるため、寛政11年（1799年）に東蝦夷地を、文化4年（1807年）には西蝦夷地を天領とし、奥羽四藩（津軽・盛岡・久保田・荘内）に警備を命じた。文化5年（1808年）には幕府は仙台藩に対しても箱館・国後・択捉への出兵を命じ、仙台藩は約2,000名の兵を派遣している。派兵は文政4年（1821年）まで続いたのち、これらの地域は一旦松前藩領に復した。
また幕末期の安政2年（1855年）、再び幕府は松前藩領を除く蝦夷地を天領とし、奥羽6藩（盛岡・仙台・会津・久保田・荘内・津軽）に警備を命じ、仙台藩は東蝦夷地の白老から択捉までの警備を担当することとなった。その際、仙台藩は現在の北海道白老町に陣屋を置き、また、根室・厚岸・択捉・国後にそれぞれ出張陣屋を構えた。安政6年（1859年）11月には白老、十勝、厚岸、国後、択捉を仙台藩の所領とすることが認められ、仙台藩預りの天領の警備衛地（日高、釧路、歯舞、色丹）を含む仙台藩の領地・警備地は、北海道の全面積のほぼ三分の一を占めることとなった。

#### 現在との対応

##### 陸奥国内
現在の岩手県南部（仙台藩陸奥国領の面積の約1/3）、宮城県全域（同2/3）、福島県浜通り北部におよび、表高は60万石（＝1億0823万4000リットル≒9.0 - 9.6万トン）。なお、現在の当地での水稲生産量は、江戸時代の表高の5倍以上、実高の3倍以上にあたる50万トン以上（300万石以上）となっている。
|                         | 県                                                                                  | 自治体                                                                                     | 自治体 | 総面積    | 総面積 | 2010年産 水稲生産量 | 2005年 国勢調査 | 2005年 国勢調査 |
| (km2)                   | 県                                                                                  | 自治体                                                                                     | 自治体 | (%)       | (トン) | （人）              | (%)             |                 |
| ----------------------- | ----------------------------------------------------------------------------------- | ------------------------------------------------------------------------------------------ | --- | --------- | ------ | ------------------- | --------------- | --------------- |
| 仙 台 藩 ・ 陸 奥 国 領 | 岩手県                                                                              | 北上市                                                                                     | 旧相去村域（北緯39度15分42.6秒 東経141度6分52.7秒 / 北緯39.261833度 東経141.114639度） 旧稲瀬村域（北緯39度14分43.4秒 東経141度7分16.9秒 / 北緯39.245389度 東経141.121361度） 旧福岡村域（北緯39度17分45.3秒 東経141度12分12.5秒 / 北緯39.295917度 東経141.203472度） | 65.33     | 32.5   | 不明                | 11,299          | 13.8            |
| 仙 台 藩 ・ 陸 奥 国 領 | 岩手県                                                                              | 釜石市                                                                                     | 旧唐丹村域（北緯39度12分31.3秒 東経141度51分59.9秒 / 北緯39.208694度 東経141.866639度） | 81.25     | 32.5   | 不明                | 2,258           | 13.8            |
| 仙 台 藩 ・ 陸 奥 国 領 | 岩手県                                                                              | 胆沢郡金ケ崎町（北緯39度11分44.6秒 東経141度6分58.7秒 / 北緯39.195722度 東経141.116306度） | 全域 | 179.77    | 32.5   | 12,700              | 16,396          | 13.8            |
| 仙 台 藩 ・ 陸 奥 国 領 | 岩手県                                                                              | 奥州市（北緯39度8分40.3秒 東経141度8分20.9秒 / 北緯39.144528度 東経141.139139度）          | 全域 | 993.35    | 32.5   | 60,800              | 130,171         | 13.8            |
| 仙 台 藩 ・ 陸 奥 国 領 | 岩手県                                                                              | 西磐井郡平泉町（北緯38度59分11.9秒 東経141度6分49.7秒 / 北緯38.986639度 東経141.113806度） | 全域 | 63.39     | 32.5   | 3,770               | 8,819           | 13.8            |
| 仙 台 藩 ・ 陸 奥 国 領 | 岩手県                                                                              | 一関市（北緯38度56分4.8秒 東経141度7分36.4秒 / 北緯38.934667度 東経141.126778度）          | 全域 | 1,256.25  | 32.5   | 38,920              | 135,722         | 13.8            |
| 仙 台 藩 ・ 陸 奥 国 領 | 岩手県                                                                              | 気仙郡住田町（北緯39度8分30.8秒 東経141度34分33.7秒 / 北緯39.141889度 東経141.576028度）   | 全域 | 334.83    | 32.5   | 1,120               | 6,848           | 13.8            |
| 仙 台 藩 ・ 陸 奥 国 領 | 岩手県                                                                              | 大船渡市（北緯39度4分54.8秒 東経141度42分30.7秒 / 北緯39.081889度 東経141.708528度）       | 全域 | 323.30    | 32.5   | 776                 | 43,331          | 13.8            |
| 仙 台 藩 ・ 陸 奥 国 領 | 岩手県                                                                              | 陸前高田市（北緯39度0分54.4秒 東経141度37分46.1秒 / 北緯39.015111度 東経141.629472度）     | 全域 | 232.29    | 32.5   | 1,860               | 24,709          | 13.8            |
| 仙 台 藩 ・ 陸 奥 国 領 | 宮城県 （北緯38度16分7.8秒 東経140度52分19.5秒 / 北緯38.268833度 東経140.872083度） | 35市町村                                                                                   | 全域 | 7,285.76  | 67.1   | 400,032             | 2,360,218       | 85.9            |
| 仙 台 藩 ・ 陸 奥 国 領 | 福島県                                                                              | 相馬郡新地町（北緯37度52分34.8秒 東経140度55分10.5秒 / 北緯37.876333度 東経140.919583度）  | 全域 | 46.35     | 0.4    | 3,500               | 8,584           | 0.3             |
|                         | 合計                                                                                | 合計                                                                                       | 合計 | 10,861.87 | 100.0  | 523,478             | 2,748,355       | 100.0           |

##### 陸奥国外
現在の茨城県南部と滋賀県中央部に飛地が分散して存在しており、それらの合計の石高は約2万石に及んだ。以下に2012年（平成24年）12月1日時点での住所を付記する。
- 常陸国 - 信太郡・河内郡・筑波郡に10,893石3斗1升2合
  - 信太郡内13ヶ村
    - 現・茨城県稲敷郡阿見町青宿（北緯36度2分45秒 東経140度13分12.7秒 / 北緯36.04583度 東経140.220194度）・飯倉（北緯35度59分14.5秒 東経140度15分12.9秒 / 北緯35.987361度 東経140.253583度）・大室（北緯36度2分22.4秒 東経140度13分51.1秒 / 北緯36.039556度 東経140.230861度）・追原（北緯36度0分54秒 東経140度15分21.3秒 / 北緯36.01500度 東経140.255917度）・掛馬（北緯36度2分4.3秒 東経140度14分44.1秒 / 北緯36.034528度 東経140.245583度）・上長（北緯36度0分42.5秒 東経140度12分11秒 / 北緯36.011806度 東経140.20306度）・君島（北緯36度0分30.5秒 東経140度16分6.6秒 / 北緯36.008472度 東経140.268500度）・実穀（北緯36度0分38.9秒 東経140度11分16.4秒 / 北緯36.010806度 東経140.187889度）・竹来（北緯36度1分46.5秒 東経140度14分8秒 / 北緯36.029583度 東経140.23556度）・廻戸（北緯36度2分34.7秒 東経140度13分21.6秒 / 北緯36.042972度 東経140.222667度）・福田（北緯35度58分52.3秒 東経140度12分24.3秒 / 北緯35.981194度 東経140.206750度）
    - 現・茨城県稲敷郡河内町長竿（北緯35度53分1秒 東経140度16分47.7秒 / 北緯35.88361度 東経140.279917度）
    - 現・茨城県稲敷郡美浦村受領（北緯36度0分21.6秒 東経140度18分5.6秒 / 北緯36.006000度 東経140.301556度）

  - 河内郡内13ヶ村
    - 現・茨城県龍ケ崎市上町（北緯35度54分22.4秒 東経140度11分11.5秒 / 北緯35.906222度 東経140.186528度）・米町（北緯35度54分29秒 東経140度10分51秒 / 北緯35.90806度 東経140.18083度）・下町（北緯35度54分18.7秒 東経140度11分33.4秒 / 北緯35.905194度 東経140.192611度）・新町（北緯35度54分25.2秒 東経140度11分2.1秒 / 北緯35.907000度 東経140.183917度）・砂町（北緯35度53分57.3秒 東経140度11分49.6秒 / 北緯35.899250度 東経140.197111度）・田町（北緯35度54分32秒 東経140度11分17.8秒 / 北緯35.90889度 東経140.188278度）・根町（北緯35度54分41.9秒 東経140度11分11.4秒 / 北緯35.911639度 東経140.186500度）・横町（北緯35度54分28.9秒 東経140度11分15.9秒 / 北緯35.908028度 東経140.187750度）
    - 現・茨城県稲敷市市崎（北緯35度56分3.9秒 東経140度21分47.2秒 / 北緯35.934417度 東経140.363111度）・柴崎（北緯35度54分32.8秒 東経140度18分2.6秒 / 北緯35.909111度 東経140.300722度）・清水（北緯35度55分47.6秒 東経140度21分7.2秒 / 北緯35.929889度 東経140.352000度）・下太田（北緯35度54分58.3秒 東経140度18分37秒 / 北緯35.916194度 東経140.31028度）・角崎（北緯35度54分29.1秒 東経140度17分4.1秒 / 北緯35.908083度 東経140.284472度）・寺内（北緯35度55分31.2秒 東経140度18分51.3秒 / 北緯35.925333度 東経140.314250度）・堀川（北緯35度55分32.3秒 東経140度19分40.2秒 / 北緯35.925639度 東経140.327833度）・町田（北緯35度55分48.6秒 東経140度21分19.9秒 / 北緯35.930167度 東経140.355528度）・狸穴（北緯35度54分53.2秒 東経140度17分16.4秒 / 北緯35.914778度 東経140.287889度・脇川（北緯35度55分37.9秒 東経140度23分5.2秒 / 北緯35.927194度 東経140.384778度）

  - 筑波郡内3ヶ村
    - 現・茨城県つくば市大砂（北緯36度8分52.4秒 東経140度2分36.9秒 / 北緯36.147889度 東経140.043583度）・高野（北緯36度6分18.8秒 東経140度2分54.5秒 / 北緯36.105222度 東経140.048472度）・吉沼（北緯36度8分37.9秒 東経140度0分49.7秒 / 北緯36.143861度 東経140.013806度）
- 下総国 - 豊田郡に295石9斗9升
  - 豊田郡内1ヶ村
    - 現・茨城県下妻市大園木（北緯36度8分55.7秒 東経140度0分2.1秒 / 北緯36.148806度 東経140.000583度）
- 近江国 - 蒲生郡と野洲郡とに9,999石2斗4升4合
  - 蒲生郡内18ヶ村
    - 現・滋賀県東近江市青葉町（北緯35度6分25.2秒 東経136度11分53.8秒 / 北緯35.107000度 東経136.198278度）・石塔町（北緯35度3分55.4秒 東経136度12分31秒 / 北緯35.065389度 東経136.20861度）・市辺町（北緯35度5分55.4秒 東経136度10分37.5秒 / 北緯35.098722度 東経136.177083度）・今崎町（北緯35度6分5.4秒 東経136度11分31.1秒 / 北緯35.101500度 東経136.191972度）・今堀町（北緯35度5分44.3秒 東経136度11分41.1秒 / 北緯35.095639度 東経136.194750度）・沖野2丁目（北緯35度6分3.2秒 東経136度12分15秒 / 北緯35.100889度 東経136.20417度）・春日町（北緯35度6分23.1秒 東経136度12分25.3秒 / 北緯35.106417度 東経136.207028度）・上羽田町（北緯35度5分7.9秒 東経136度9分27.4秒 / 北緯35.085528度 東経136.157611度）・小今町（北緯35度6分17秒 東経136度11分3秒 / 北緯35.10472度 東経136.18417度）・幸町（北緯35度6分25.1秒 東経136度12分19.9秒 / 北緯35.106972度 東経136.205528度）・栄町（北緯35度6分34.1秒 東経136度11分45.5秒 / 北緯35.109472度 東経136.195972度）・昭和町（北緯35度6分23.5秒 東経136度11分26.4秒 / 北緯35.106528度 東経136.190667度）・聖徳町（北緯35度6分5秒 東経136度11分56秒 / 北緯35.10139度 東経136.19889度）・聖和町（北緯35度6分1.1秒 東経136度12分6.2秒 / 北緯35.100306度 東経136.201722度）・中野町（北緯35度6分19.3秒 東経136度11分19.3秒 / 北緯35.105361度 東経136.188694度）・西中野町（北緯35度6分25.6秒 東経136度11分37.2秒 / 北緯35.107111度 東経136.193667度）・東今崎町（北緯35度5分59.4秒 東経136度11分49.5秒 / 北緯35.099833度 東経136.197083度）・東中野町（北緯35度6分15.5秒 東経136度11分39.1秒 / 北緯35.104306度 東経136.194194度）・ひばり丘町（北緯35度6分14.5秒 東経136度12分6.5秒 / 北緯35.104028度 東経136.201806度）・蛇溝町（北緯35度5分3.5秒 東経136度11分16.6秒 / 北緯35.084306度 東経136.187944度）・八日市金屋1～3丁目（北緯35度6分39秒 東経136度11分45.9秒 / 北緯35.11083度 東経136.196083度）・八日市清水3丁目（北緯35度6分31.4秒 東経136度11分25.5秒 / 北緯35.108722度 東経136.190417度）・八日市野々宮町（北緯35度6分33.1秒 東経136度11分52.7秒 / 北緯35.109194度 東経136.197972度）・八日市東本町（北緯35度6分35.7秒 東経136度12分15.8秒 / 北緯35.109917度 東経136.204389度）
    - 現・滋賀県近江八幡市桜宮町（北緯35度7分32.9秒 東経136度5分56.8秒 / 北緯35.125806度 東経136.099111度）・末広町（北緯35度6分40秒 東経136度9分7秒 / 北緯35.11111度 東経136.15194度）・鷹飼町（北緯35度7分28.5秒 東経136度6分12.7秒 / 北緯35.124583度 東経136.103528度）・出町（北緯35度7分53.3秒 東経136度5分49.4秒 / 北緯35.131472度 東経136.097056度）・友定町（北緯35度7分5.6秒 東経136度8分5.4秒 / 北緯35.118222度 東経136.134833度）・西生来町（北緯35度7分17.3秒 東経136度8分40秒 / 北緯35.121472度 東経136.14444度）・八幡町（北緯35度8分13秒 東経136度5分45.8秒 / 北緯35.13694度 東経136.096056度）・安土町内野（北緯35度6分45.5秒 東経136度9分45.4秒 / 北緯35.112639度 東経136.162611度）・安土町西老蘇（北緯35度7分27秒 東経136度9分9.6秒 / 北緯35.12417度 東経136.152667度）・安土町東老蘇（北緯35度7分39.3秒 東経136度9分42.1秒 / 北緯35.127583度 東経136.161694度）
    - 現・滋賀県蒲生郡日野町北脇（北緯35度3分17.8秒 東経136度14分21.2秒 / 北緯35.054944度 東経136.239222度）
    - 現・滋賀県蒲生郡竜王町橋本（北緯35度4分32.2秒 東経136度6分57.8秒 / 北緯35.075611度 東経136.116056度）

  - 野洲郡内2ヶ村
    - 現・滋賀県野洲市市三宅（北緯35度4分19.8秒 東経136度0分44秒 / 北緯35.072167度 東経136.01222度）・小篠原（北緯35度4分3.5秒 東経136度1分27.8秒 / 北緯35.067639度 東経136.024389度）

### 支藩・分家
内分支藩としては、陸奥国内に岩沼藩・一関藩・中津山藩があり、仙台藩知行域内に浮かぶ島のような形で存在した。これらの藩は仙台藩からも一門の家格を与えられて仙台城下に屋敷を持っていた。
- 岩沼藩主および延宝9年（1681年）から一関藩主である田村氏は、政宗の正室愛姫の孫によって再興されて以来、伊達氏の一門となっている。
- 中津山藩 - 第3代藩主綱宗の子・伊達村和が3万石を分知され立藩。江戸城登城中に旗本との諍いを起こしたため一代で改易された。

また、仙台藩の別家として伊予国に政宗の長男・秀宗を藩祖とする宇和島藩とその支藩・吉田藩があるが、宇和島藩領は秀宗の大坂の陣における軍功に対しての新恩給与であり、仙台藩からの分知による支藩ではない。

### 明治維新後の藩領の変遷
明治元年（1868年）、明治政府より戊辰戦争の責任を問われて減封された仙台藩は、以下の変遷をたどった。
- 陸奥国（陸前国）名取郡（61村）、宮城郡（78村）、黒川郡（49村）、加美郡（38村）、玉造郡（21村）、志田郡のうち（43村） ： 仙台藩として存続
- 陸奥国（陸前国）柴田郡（35村）、（磐城国）刈田郡（33村）、伊具郡（36村）、亘理郡（26村）、宇多郡のうち（9村） ： 白石藩（旧盛岡藩）
- 陸奥国（陸前国）牡鹿郡（60村）、桃生郡（65村）、本吉郡（33村） ： 高崎藩取締地→桃生県（石巻県に改称後、登米県に編入）
- 陸奥国（陸前国）遠田郡（58村）、登米郡（24村）、志田郡のうち（21村）、栗原郡のうち（41村） ： 土浦藩取締地→栗原県（のち登米県に改称）
- 陸奥国（陸中国）胆沢郡（37村）、磐井郡のうち（56村）、（陸前国）栗原郡のうち（52村） ： 宇都宮藩取締地→栗原県（のち旧盛岡藩領と合わせて胆沢県の一部に）
- 陸奥国（陸前国）江刺郡（41村）、気仙郡（24村） ： 松本藩取締地→旧盛岡藩領と合わせて江刺県の一部に
- 陸奥国（陸中国）磐井郡のうち（19村） ： 沼田藩取締地→一関県に編入
- 常陸国筑波郡の飛地領（3村：大砂村, 吉沼村, 西高野村）、下総国豊田郡の飛地領（1村：大園木村） ： 常陸知県事（のち若森県に改称）
- 常陸国信太郡の飛地領（13村：上長村, 実穀村, 青宿村, 廻戸村, 若栗村, 飯倉村, 福田村, 掛馬村, 大室村, 竹来村, 追原村, 君島村, 請領村） ： 土浦藩
- 常陸国河内郡の飛地領（1村：竜ヶ崎町） ： 龍ヶ崎藩
- 近江国蒲生郡の飛地領（18村：鷹飼村, 林村, 橋本村, 友定村, 西老蘇村, 内野村, 中野村, 金屋村, 今堀村, 今在家村, 小今在家村, 蛇溝村, 東古保志塚村, 西古保志塚村, 西生来村, 石塔村, 上羽田村, 北脇村）、野洲郡の飛地領（2村：小篠原村, 市三宅村） ：  大津県に編入
- 東蝦夷地（胆振国）アヨロ場所およびシラヲイ場所（白老郡） ： 開拓使直轄領→一関藩領
- 東蝦夷地（十勝国）トカチ場所（広尾郡、当縁郡） ： 開拓使直轄領→鹿児島藩領→徳川慶頼（田安家）領
- 東蝦夷地（十勝国）トカチ場所（河西郡） ： 開拓使直轄領→鹿児島藩領→徳川茂徳（一橋家）領
- 東蝦夷地（十勝国）トカチ場所（上川郡、中川郡、河東郡、十勝郡） ： 開拓使直轄領→静岡藩領
- 東蝦夷地（釧路国）アッケシ場所（厚岸郡） ： 開拓使直轄領→佐賀藩領
- 東蝦夷地（根室国）ネモロ場所（野付郡、根室郡、花咲郡の島嶼を除く地域） ： 開拓使直轄領→東京府領→開拓使直轄領
- 東蝦夷地（千島国）クナシリ場所（国後郡） ： 開拓使直轄領→久保田藩領
- 東蝦夷地（千島国）エトロフ場所（択捉郡1郷） ： 開拓使直轄領→彦根藩領
- 東蝦夷地（千島国）エトロフ場所（振別郡1郷2村） ： 開拓使直轄領→佐賀藩領→仙台藩領に復帰
- 東蝦夷地（千島国）エトロフ場所（蘂取郡3郷6村） ： 開拓使直轄領→高知藩領→仙台藩領に復帰

仙台藩から没収された白石城に盛岡藩が転封したことで白石藩が発足したが、わずか半年で盛岡に復帰したため、同地には白石県（のち角田県に改称）が設置された。
仙台藩として存続した地域は廃藩置県で仙台県となった。仙台県は角田県および登米県の一部を編入ののち宮城県に改称し、現在に至る（磐城国の地域は平県に、玉造郡と登米県の残部は一関県に編入された時期もある。宇多郡のみ現在は福島県）。
また、旧盛岡藩領と統合された胆沢県と江刺県は、一関県への編入を経て、現在は岩手県となっている（気仙郡は宮城県に編入された時期もある）。
蝦夷地の領地については、いったん全域が開拓使直轄領とされた後、改めて日高国沙流郡の一部を領有し、さらに開拓から撤退した熊本藩から根室国標津郡・目梨郡、佐賀藩から千島国振別郡、高知藩から紗那郡・蘂取郡の移管を受けた。また、仙台藩士の伊達邦成が胆振国有珠郡（後に虻田郡、室蘭郡も領有）、石川邦光が胆振国室蘭郡、片倉邦憲が胆振国幌別郡、伊達邦直・伊達宗広・亘理胤元が石狩国空知郡をそれぞれ領有した。

## 支配体制
仙台藩では藩士の禄として、一般の藩では禄米が与えられるのとは違い、知行地を与える制度を取っていた。ただし、全ての家臣が知行地を持っていたわけでは無かった（詳細は下記参照）。
これは藩主が動員できる兵数より、家臣が動員できる兵数の総数のほうが遙かに大きいという軍制を自然と作りだし、どちらかというと中世に近い支配体系である。知行地内では一定の裁判権も認められていた。仙台藩は大藩であるので、その家臣にも3万石・2万石といった大名級の知行地を持つ者もいた。仙台藩では上級家臣を一門、一家、一族、準一家、着座、太刀上、大番と7つの家格に分類した。また、藩士は藩内に散らばる城・要害・館・所・在所に居住し、仙台に屋敷を持っていた。
このような支配体制を打破するための改革を目指したことが伊達騒動がおきた原因の一つだと主張する者もいる。

## 家臣の家格
- 一門
  - 一門（大名） - 支藩・内分大名の事。将軍直臣であるが、仙台藩からも一門の家格を与えられている。
  - 一門（家臣） - 戦国時代の有力大名だった家や、縁戚関係にある家で、客分扱い。常時の藩政には関与しない。
- 一家 - 戦国時代の在地有力領主、輝宗のころまでに臣従した有力家臣、伊達氏庶流の家など。
- 準一家 - 戦国時代の有力大名の家臣や、在地領主
- 一族 - 伊達家代々の家臣で、一家層よりも古くから臣従した家が多い。
- 永代着坐 - 家老格。
  - 宿老（永代着坐一番坐） - 伊達家代々の家臣で家政を司った。公式文書には奉行職[注 11]と同格で連著した。奉行職に就任した場合は一家の待遇を受けた。
  - 着坐（永代着坐二番坐） - 藩政のトップ。正月、藩主に太刀と馬を献上し、坐に着いて盃をもらう。政宗のころに登用され[注 12]、奉行職を歴任した家が多い。
    - 着坐（士分）
    - 着坐（士分以外）
- 太刀上 - 正月、藩主に太刀を献上し盃をもらう。主に歴々の家から降格した家が多い。
  - 太刀上一番坐（永代御盃頂戴）
  - 太刀上二番坐
- 大番士
  - 召出 - 正月の宴会に出ることができる。宿老以上の分家や、平士からの昇班が多い。
    - 召出一番坐
    - 召出二番坐

  - 平士 - 一般の侍層で召出と共に大番士とも呼ばれる。360人1組で10組が組織された。主に騎馬隊を構成。詰所により格付けされた。
    - 虎之間番士
    - 中之間番士
    - 次之間番士
    - 広間番士
- 組士 - 下級侍層で士分とされるもの（もっと細かく分類されている）
- 卒、他（足軽、職人、小人など） - 下級侍層で士分とされないもの

一族以上の家柄を歴々と言い、衣服の制限緩和、乗物による登城可といったような特権が与えられた。また、宿老が奉行職に就いている時も歴々と同様の特権が発生した。
太刀上以上の家柄を門閥と言った。
組士以上の家柄が士分にあたり、それより下の家柄は士分以外として扱われた。
それぞれの家格の家が更に家臣団（陪臣）を形成している。大進・歴々の家になると陪々臣までおり、平士クラスよりも禄高の多い陪臣も存在する。

### 禄高
- 3000石以上（大身） - 衣服の制限緩和、乗物による登城可といったような特権が与えられた。
- 100石以上 - 軍役規定により馬上出陣が義務付けられる。平士で100石以上の家は伊達世臣家譜に掲載された。
- 100石未満

禄の支給形態としては、地方支給・蔵米支給・切米支給・扶持方支給などがあった。また、一家の黒川氏より準一家の天童氏の方が石高が多いというように「家格が高い＝石高が多い」とは必ずしも言えない場合も存在する。また、仙台藩では太刀上以上の家格による地方知行の対象地を給人前（きゅうにんまえ）とも称し、百姓の土地を支配して租税を納めさせる「百姓前地」と給人名請地（家臣自身の私有地が近世以後も安堵されて給地に編入されたもの）に由来して自らの家臣・奉公人に耕作させたり、小作地として経営する「奉公人前地」に細分化されていた。

### 知行地の拝領形態
- 城拝領 - 白石城の片倉家のみ
- 要害拝領 - 実質的には城と変わらない要害を拝領
- 所拝領 - 町場を拝領
- 在所拝領 - 知行所内に居屋敷、家中・足軽屋敷、山林等を拝領
- 在郷 - 知行所内に自前で居屋敷、家中・足軽屋敷を設置

## 藩邸および江戸における菩提寺
江戸藩邸は、文政年間には芝口三町目海手に上屋敷、芝愛宕下に中屋敷、麻布や深川、猿町、品川、木挽町の5箇所に下屋敷があった。また京都藩邸は長者町と小川東へ入る町の2箇所にあった。江戸の上屋敷の敷地は、後に新橋停車場建設に利用され、現在は日本テレビタワーが建っている。下屋敷があった麻布や品川には仙台坂の地名が残されている。上屋敷は政宗の時代には日比谷御門外にあり、現在、日比谷公園の一部。左に上杉家（米沢藩）、毛利家（長州藩）の上屋敷と三大名が並ぶ。『江戸図屏風』では毛利家と比べ規模はほぼ同じだが、伊達・上杉両家は装飾に金が多用され、御成御殿や御成門があり豪華に描かれている。
江戸で藩主一族や家臣が死去した場合に使う菩提寺は芝の臨済宗妙心寺派寺院である仏日山東禅寺で、一門の宇和島藩、伊予吉田藩、一ノ関藩も江戸での菩提寺としていた。